# Amphicyon
Amphicyon — вимерлий рід хижих ссавців з родини амфіціонових. Вони розповсюджувалися в Північній Америці, Європі, Азії та Африці від 16.9 до 2.6 млн років тому, існували приблизно 14.3 мільйона років.

## Опис
Amphicyon був типовим амфіціоновим, схожим як на ведмедів, так і на псів. Вважається, що A. major мав масу тіла 630 кг, тоді як A. ingens оцінюється приблизно в 600 кілограмів.

## Галерея

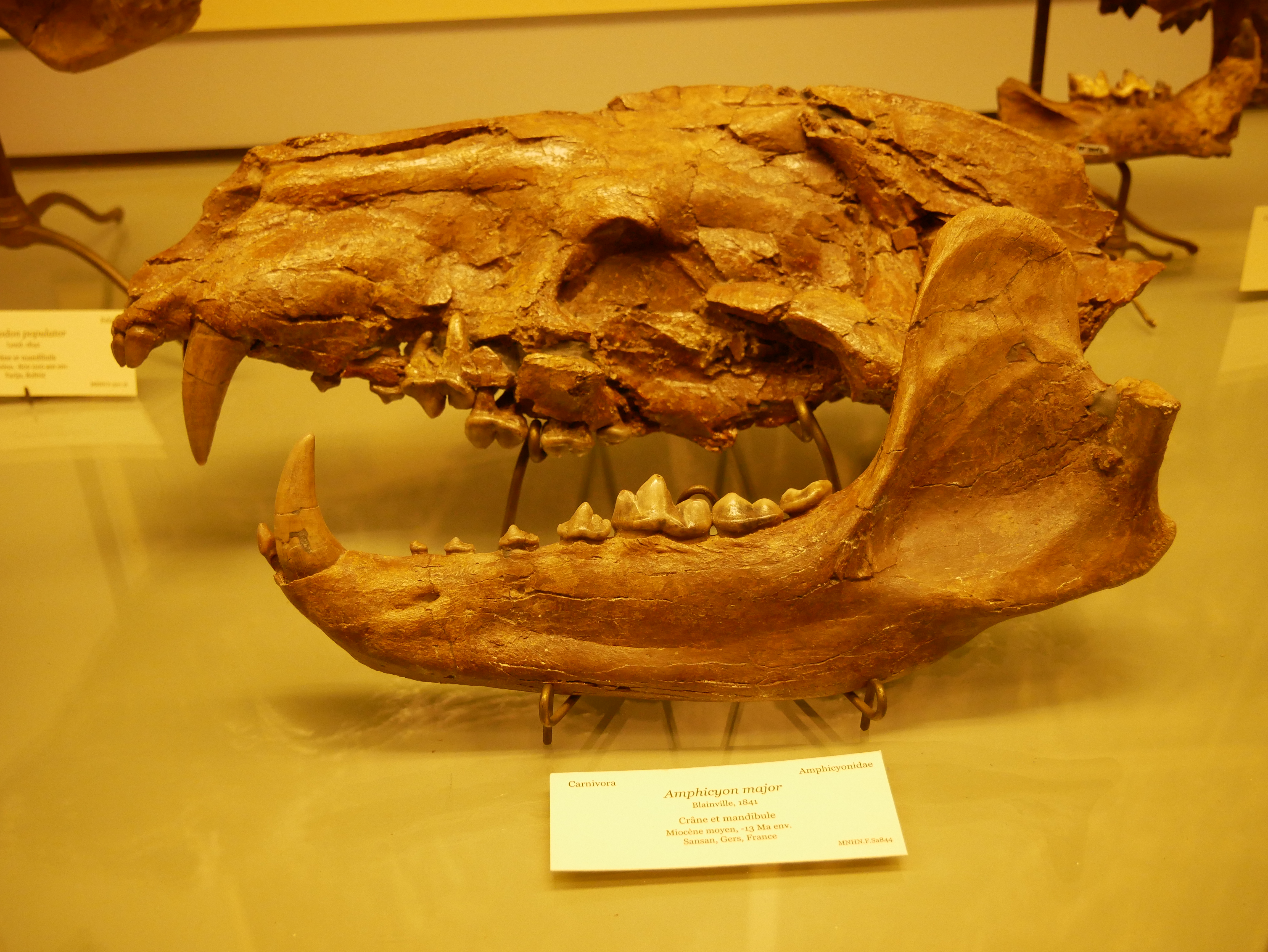
Череп Amphicyon major
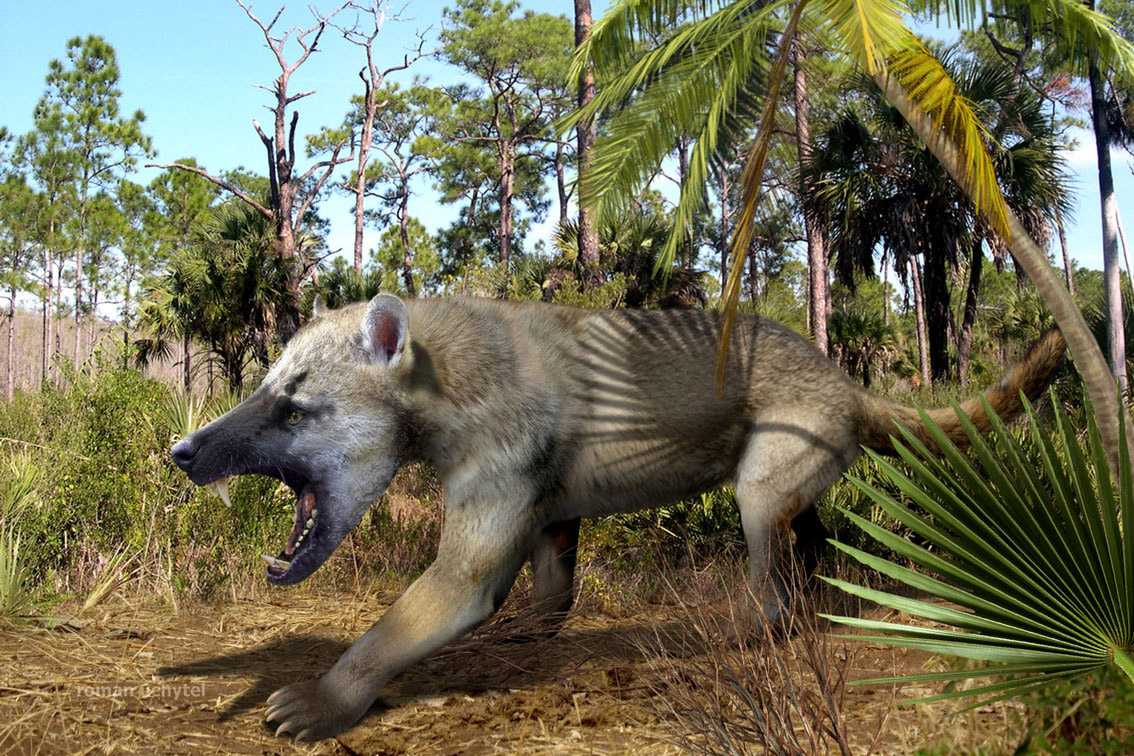
Художня реконструкція A. ingens
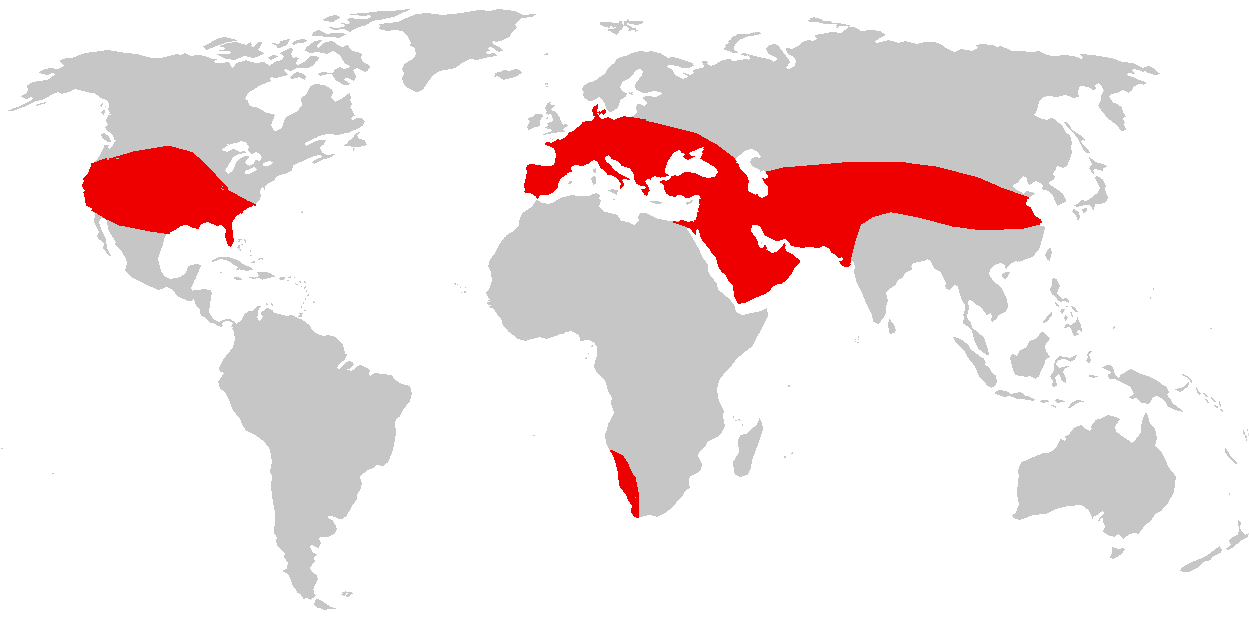
Ареал на основі знахідок викопних решток